# Mateus Luís Garcia
Mateus Luís Garcia (1750 - 1824) foi um grande fazendeiro do sul de Minas, filho de Júlia Maria da Caridade (uma das célebres Três Ilhoas). É tronco de diversas famílias brasileiras como Garcias, Carvalhos, Vilelas, Monteiros, Figueiredos, etc. É um dos fundadores da cidade de Nepomuceno em Minas Gerais. 

## Biografia
Nasceu em 11 de junho de 1750 e foi batizado em 21 de dezembro de 1750 na capela de Nossa Senhora da Conceição do Rio Grande da freguesia de Carrancas, termo da Vila de São João del Rey, comarca do Rio das Mortes da capitania de Minas Gerais. Desbravador e proprietário rural, colonizou a Fazenda Congonhal às margens do Rio Grande, onde posteriormente foi criada a freguesia de São João Nepomuceno (de Lavras). 
Ali recebeu sesmaria de meia légua em quadra a 15 de outubro de 1784, conforme arquivo nas Cartas de Sesmarias SC 24, página 89 do Arquivo Público Mineiro. Recebeu em 24 de maio de 1803 a carta-patente de capitão de ordenanças do Distrito de São João Nepomuceno, outorgada pelo Capitão-General da Capitania de Minas Gerais Bernardo José de Lorena, conforme registro no Arquivo Público Mineiro, SC 297, página 282. Nessa época, Mateus já tinha o posto de Alferes.
Foi companheiro de façanhas de seu primo Januário Garcia Leal, o "Sete Orelhas", cuja história de perseguição e vingança faz parte do folclore da família no sul de Minas.
O capitão já ocupava as terras antes da outorga da sesmaria, pois oito anos antes fez construir uma capela em sua propriedade, no cruzamento das antigas estradas que ligavam Formiga e Lavras. Em 6 de março de 1776 foi oficiada a primeira missa e realizado o primeiro batizado. A data é considerada a fundação do arraial de São João Nepomuceno, que veio a se tornar a Cidade de Nepomuceno.
São reconhecidos como co-fundadores Francisco da Silva Teixeira, José Simões de Aguiar, Manoel Pereira de Carvalho, e posteriormente Flávio Antônio de Morais, João Antônio Gomes, Alferes José Antônio de Lima e Capitão Manoel Joaquim da Costa. Faleceu em 2 de setembro de 1824 em sua fazenda. Seu inventariante, o filho João Luís Garcia, declarou em 18 de abril de 1825 os seguintes bens: 
1. 13 escravos
2. Terras de cultura da Fazenda da Margem do Rio Grande - 2:426$613
3. Morada de casas de vivenda nesta Fazenda, com engenho de cana – 400$000
4. Casas no arraial de São João Nepomuceno- 60$000.[7]

## Ascendência
O Capitão Mateus é filho de Diogo Garcia (1690 - 1724) e Júlia Maria da Caridade (1707 - 1724), neto paterno de Mateus Luis Garcia e Ana Garcia e neto materno de Manuel Gonçalves Correia e Maria Nunes.

## Descendência
Casou-se em 11 de junho de 1771 em Aiuruoca, Minas Gerais, com Francisca Maria de Jesus, filha de José Martins Borralho (São Vicente de Alfena, Bispado do Porto, Portugal) e de Teodora Barbosa Lima (Lorena, SP), neta paterna de Manoel Antônio e de Isabel Martins Borralho (ambos de São Vicente de Alfena, Bispado do Porto, Portugal), neta materna do Sargento-Mor Francisco Barbosa Lima (São Paulo, SP) e de Maria de Andrada (Jacareí, SP).
Teve 19 filhos e 65 netos:

1. Capitão Diogo Garcia da Cruz, casado com Inocência Contança de Figueiredo
2. Mariana Luiza do Espírito Santo, casada com José da Silva Coelho
3. Maria Luisa da Caridade
4. Jose Luis Garcia, casado com Escolástica Maria de São José
5. Francisco Luis Garcia, casado com Luzia Inácia da Silva
6. Genoveva
7. Maria Luiza do Espírito Santo, casada com Manoel Gomes de Lima
8. Teodósia
9. Alferes Mateus Luis Garcia, casado com Isabel Flauzina de Nazaré
10. Genoveva Inácia de Jesus, casada com o Alferes Inácio Moreira de Alvarenga
11. Antônio Carlos Garcia, casado com Ana Custódia de Jesus, e em segundas núpcias, com Ilena Maria de Jesus
12. Júlia Maria da Caridade
13. Manoel Tomas Garcia, casado com Silvéria Vilas-Boas
14. Joaquim José Garcia
15. Domingos José Garcia, casado com Vicência Cândida Cesarino
16. Joaquim José Garcia
17. Teresa Luisa Garcia
18. João Luis Garcia, casado com Francisca de Paula Guimarães
19. Ana